# 尼克拉斯·本特纳
尼克拉斯·班特納（丹麥語：Nicklas Bendtner，1988年1月16日—）是一名丹麦的退役職業足球員。丹麦國家隊方面，他為球隊上陣超過80次。
2021年6月3日，本特纳宣布正式退役，但本特纳透露他正在參加教練課程，因為他想留在足球界。

## 球會生涯

### 青年
班特納出生於丹麥哥本哈根，他最先在哥本哈根球會KB上陣。在2004年加盟阿仙奴之前，他在6場比賽中為丹麦青年隊射入4球。在阿仙奴青年軍中，班特納與盧波利組成一對強勁的前線組合。

### 阿森納
班特納於2005年10月25日於光明球場為英格蘭聯賽盃對陣新特蘭的賽事中上陣。

#### 外借伯明翰城
班特納於2006年8月被外借至伯明翰城，直至2007年1月班特納於2006年8月5日首次在對高車士打的比賽為伯明翰上陣，隨即為球隊打入致勝的一球。
原本借用合約會延長多一個球季，因為阿仙奴領隊雲加認為可以讓班特納得到更多的經驗。可惜，伯明翰在英格蘭冠軍聯賽得到了升班資格，合約只有終止，而班特納亦回到阿仙奴。
班特納亦與阿仙奴於2007年5月簽署了一份新的5年合同。並且在2007年至2008年英格蘭超級聯賽為阿仙奴出賽。
他在酋長盃對陣巴黎聖日耳門的賽事中，交出一個入球及一個助攻，協助阿仙奴擊敗對手。但領隊雲加在聯賽早段甚少派他上陣，引起媒體炒作班特納和雲加攤牌。
班特納於2007年9月25日首次打足全場，並射入致勝的入球，助阿仙奴以2-0擊敗紐卡素。他的第一球歐聯入球是於2007年10月23日阿仙奴以7-0擊敗布拉格斯拉維亞的賽事中在89分鐘攻入一球。而第二球是阿仙奴以2-1擊敗布加勒斯特星隊的比賽中接應雲佩斯的傳送後射入。
班特納的聯賽第一球是於2007年12月22日誕生的，他在比賽還有17分鐘時入替埃布埃，並在1.8秒後接應由法比加斯開出的角球頂入致勝的一球，成為後備登場的球員最快的入球紀錄。在2007年12月29日正選對愛華頓的比賽中因兩次魯莽的犯規被紅牌罰下，可是在停賽期滿後，他在英格蘭足總盃對般尼及英超對阿士東維拉的比賽中入球。
在4月28日對打比郡，班特納為球隊打開紀錄。最後，阿仙奴以6-2擊敗對手。在隨後對愛華頓的比賽中接應左路傳送把球送進網中。
2011年夏季班特納表示希望離開阿仙奴，但一直無人問津，而領隊雲加亦表明他不在其組軍大計內，終於8月31日以借用身份加盟新特蘭直到球季結束。

#### 外借尤文圖斯
2012年夏天獲外借至意甲球會尤文圖斯，但上陣9次入0球助攻0次。球季結束後再次返回阿仙奴。

### 沃爾夫斯堡
2014年夏天賓特拿約滿離開阿仙奴，與德甲球會禾夫斯堡簽約3年。
在同年11月6日, 賓特拿射入他加盟禾夫斯堡以來首兩個入球，包括一球十二碼，那場比賽禾夫斯堡在歐霸大勝卡斯洛達5–1。
在11月6日，賓特拿在作客對着史浩克04的時侯射入他首個德甲入球，並幫助禾夫斯堡勝3-2。
在2016年，賓特拿因紀律問題被禾夫斯堡解約。隨後在2016-2017賽季加盟諾定咸森林。

## 職業數據
以下是賓特拿的職業數據︰
| 賽季    | 球會     | 上陣 | 入球 | 聯賽             |
| ------- | -------- | ---- | ---- | ---------------- |
| 2006/07 | 伯明翰   | 042  | 011  | 英格蘭冠軍聯賽   |
| 2007/08 | 阿仙奴   | 027  | 05   | 英格蘭超級聯賽   |
| 2008/09 | 阿仙奴   | 031  | 09   | 英格蘭超級聯賽   |
| 2009/10 | 阿仙奴   | 023  | 06   | 英格蘭超級聯賽   |
| 2010/11 | 阿仙奴   | 017  | 02   | 英格蘭超級聯賽   |
| 2011/12 | 阿仙奴   | 01   | 0    | 英格蘭超級聯賽   |
| 2011/12 | 新特蘭   | 028  | 08   | 英格蘭超級聯賽   |
| 2012/13 | 祖雲達斯 | 09   | 0    | 意大利甲組聯賽   |
| 2013/14 | 阿仙奴   | 09   | 02   | 英格蘭超級聯賽   |
| 2014/15 | 禾夫斯堡 | 018  | 01   | 德國甲組足球聯賽 |

## 國家隊生涯
班特納在2004年在丹麦U16隊3場入3球的情況下，開始其國家隊生涯。其後，他在丹麦U17隊亦以15場入6球繼續發光發亮。並奪得年度丹麦最佳U17球員。2006年5月9日，他作為丹麦隊中年紀最少的一個出戰歐洲U-21足球錦標賽。他以18歲之齡於5月17日首次代表U21隊於友誼賽出賽並梅開二度，以2-0擊敗西班牙隊。在2006年歐洲U-21足球錦標賽中，班特納代表丹麦並表現搶鏡。
2006年8月16日，班特納以18歲之齡得到第一次代表丹麦國家足球隊的機會，成為史上第七名年紀最少登場的丹麦國腳。他在30分鐘時進球，以2-0擊敗波蘭國家足球隊。在2006年9月1日，他第二次為國家隊上陣便擊敗葡萄牙國家足球隊並為球隊錦上添花。
此後，班特納在2010年世界盃代表國家隊打滿三場分組賽，並於對喀麥隆一役攻入一球
，惟球隊在最後一輪負於日本而於分組賽止步。

### 國際賽入球
所有比分以丹麥入球先行。
| #  | 日期           | 地點                 | 對手       | 入球 | 結果 | 賽事                        |
| -- | -------------- | -------------------- | ---------- | ---- | ---- | --------------------------- |
| 1  | 2006年8月16日  | 歐登塞, 丹麥         | 波蘭       | 1-0  | 2-0  | 友誼賽                      |
| 2  | 2006年9月1日   | 邦比, 丹麥           | 葡萄牙     | 4-2  | 4-2  | 友誼賽                      |
| 3  | 2007年3月28日  | 杜伊斯堡, 德國       | 德国       | 1-0  | 1-0  | 友誼賽                      |
| 4  | 2007年11月17日 | 貝爾法斯特, 北愛爾蘭 | 北爱尔兰   | 1-0  | 1-2  | 2008年歐洲國家盃外圍賽      |
| 5  | 2007年11月21日 | 哥本哈根, 丹麥       | 冰島       | 1-0  | 3-0  | 2008年歐洲國家盃外圍賽      |
| 6  | 2008年2月6日   | 新戈里察, 斯洛文尼亞 | 斯洛維尼亞 | 2-1  | 2-1  | 友誼賽                      |
| 7  | 2008年3月26日  | 漢寧, 丹麥           | 捷克       | 1-0  | 1-1  | 友誼賽                      |
| 8  | 2008年9月10日  | 里斯本, 葡萄牙       | 葡萄牙     | 1-1  | 3-2  | 2010年世界盃外圍賽 (歐洲區) |
| 9  | 2009年9月5日   | 哥本哈根, 丹麥       | 葡萄牙     | 1-0  | 1-1  | 2010年世界盃外圍賽 (歐洲區) |
| 10 | 2009年9月9日   | 地拉那, 阿爾巴尼亞   | 阿尔巴尼亚 | 1-0  | 1-1  | 2010年世界盃外圍賽 (歐洲區) |
| 11 | 2010年3月3日   | 維也納, 奧地利       | 奥地利     | 1-1  | 1-2  | 友誼賽                      |
| 12 | 2010年6月19日  | 比勒陀利亞, 南非     | 喀麦隆     | 1-1  | 2-1  | 2010年世界盃                |
| 13 | 2011年9月6日   | 丹麥哥本哈根         | 挪威       | 1–0  | 2–0  | 2012年歐洲國家盃外圍賽      |
| 14 | 2011年9月6日   | 丹麥哥本哈根         | 挪威       | 2–0  | 2–0  | 2012年歐洲國家盃外圍賽      |
| 15 | 2011年10月11日 | 哥本哈根, 丹麥       | 葡萄牙     | 2-0  | 2-1  | 2012年歐洲國家盃外圍賽      |
| 16 | 2011年11月11日 | 哥本哈根, 丹麥       | 瑞典       | 1-0  | 2-0  | 友誼賽                      |
| 17 | 2011年11月15日 | 埃斯比約, 丹麥       | 芬兰       | 2-1  | 2-1  | 友誼賽                      |
| 18 | 2012年5月26日  | 漢堡, 德國           | 巴西       | 1-3  | 1-3  | 友誼賽                      |
| 19 | 2012年6月13日  | 烏克蘭利維夫         | 葡萄牙     | 1–2  | 2–3  | 2012年歐洲國家盃            |
| 20 | 2012年6月13日  | 烏克蘭利維夫         | 葡萄牙     | 2–2  | 2–3  | 2012年歐洲國家盃            |
| 21 | 2012年10月12日 | 索菲亞, 保加利亞     | 保加利亚   | 1-1  | 1-1  | 2014年世界盃外圍賽 (歐洲區) |
| 22 | 2012年11月14日 | 伊斯坦堡, 土耳其     | 土耳其     | 1-0  | 1-1  | 友誼賽                      |
| 23 | 2013年10月11日 | 丹麥哥本哈根         | 義大利     | 1–1  | 2–2  | 2014年世界盃外圍賽          |
| 24 | 2013年10月11日 | 丹麥哥本哈根         | 義大利     | 2–1  | 2–2  | 2014年世界盃外圍賽          |
| 25 | 2014年11月14日 | 塞爾維亞貝爾格萊德   | 塞爾維亞   | 1–1  | 3–1  | 2016年歐洲國家盃外圍賽      |
| 26 | 2014年11月14日 | 塞爾維亞貝爾格萊德   | 塞爾維亞   | 3–1  | 3–1  | 2016年歐洲國家盃外圍賽      |
| 27 | 2015年3月25日  | 丹麥奧胡斯           | 美国       | 1–1  | 3–2  | 友誼賽                      |
| 28 | 2015年3月25日  | 丹麥奧胡斯           | 美国       | 2–2  | 3–2  | 友誼賽                      |
| 29 | 2015年3月25日  | 丹麥奧胡斯           | 美国       | 3–2  | 3–2  | 友誼賽                      |

## 榮譽
阿仙奴
- 英格蘭足球冠軍聯賽 亞軍:2006/07
- 酋長盃 冠軍:2007
- 阿積士四角賽 冠軍:2007
- 英格蘭足總杯 冠軍:2014

祖雲達斯
- 意大利甲組聯賽冠軍：2012/13

個人
- 年度丹麦最佳U17球員: 2004 [16]
- 丹麥球員協會 最佳新秀(22歲以下): 2007 [17]
- 丹麥足協最佳球員: 2009

## 個人生活
2010年12月，本特纳與丹麥貴族卡洛琳·伊埃尔-布罗克多夫女男爵的兒子尼古拉斯（Nicholas）於英國倫敦波特蘭醫院出生。

## 趣闻
在2007/08賽季歐洲聯賽冠軍盃半準決賽中，賓特拿在比賽末段不小心擋下了隊友法比加斯的近門施射，導致球隊只能主場1比1迫和利物浦，因此被港澳球迷笑稱為「中堅賓」。其後華美倫的加盟，由於其入球的能力，有球迷建議雲加應把兩人位置對調，使賓特拿能成為真正的「中堅」。
2014年，賓特拿轉投禾夫斯堡，穿上3號球衣，被球迷笑稱他已成為「中堅賓」。
班特納在2009年8月透过球会官方网站宣布，2009/10赛季他的球衣号码基于个人理由，希望由26乘雙倍變52號，寓意有雙倍進步，会由26号转为52号；对于购买了印有他名字及26号球衣的球迷，他愿意私人承担所有更改号码的费用。
在2012年歐洲國家盃中取得入球後展示印有他個人贊助商Paddy Power名稱的內褲，違反規定而被罰款及停賽一場。博彩公司Paddy Power替他支付罰款，而該公司亦因此聲名大躁。

## 外部連結
- Soccerway資料庫：尼克拉斯·本特纳
- 本特纳個人資料 （页面存档备份，存于）
- 丹麥國家足球隊 賓特拿檔案 （页面存档备份，存于）
- 足球数据库：Nicklas Bendtner的球员统计数据